# Бартрамієві
Бартрамієві (Bartramiaceae) — родина мохів порядку Bartramiales.

## Роди
- Anacolia(інші мови) Schimp.
- Bartramia Hedw.
- Bartramidula(інші мови) Bruch & Schimp.
- Breutelia(інші мови) (Bruch & Schimp.) Schimp.
- Conostomum(інші мови) Sw. ex F. Weber & D. Mohr
- Exodokidium(інші мови) Cardot
- Fleischerobryum(інші мови) Loeske
- Flowersia(інші мови) D.G. Griffin & W.R. Buck
- Glyphocarpa(інші мови) R. Br.
- Leiomela(інші мови) (Mitt.) Broth.
- Philonotis Brid.
- Philonotula(інші мови) Hampe
- †Plagiopodopsis E. Britton & Hollick
- Plagiopus Brid.
- Quathlamba Magill